# Acalandugue
Acalandugue (em sumério: 𒀀𒌦𒄭; romaniz.: A-KALAM-DUG, Akalamdug) foi um rei da Suméria e da primeira dinastia de Ur por volta de 2 580 a.C. que, por razões desconhecidas, não se encontra registrado na Lista dos reis da Suméria. Acredita-se que seja filho de de Mescalandugue. Pouco se sabe sobre Acalandugue, visto que só se encontrou sobre ele um selo cilíndrico onde também surge o nome da sua esposa Assusiquildingir.